# Saverio Sticchi Damiani
Saverio Sticchi Damiani (Galatina, 11 maggio 1975) è un dirigente sportivo italiano, presidente dell'Unione Sportiva Lecce e consigliere di Lega. È anche avvocato amministrativista e docente di Diritto Amministrativo presso l'Università telematica Pegaso.

## Biografia
Saverio Sticchi Damiani è professore ordinario di diritto amministrativo ed avvocato cassazionista, Titolare di uno dei più importanti studi di diritto amministrativo d’Italia, situato a Roma, nella nota piazza di San Lorenzo in Lucina. Lo studio, fondato nel 2014, ha conosciuto una notevole espansione soprattutto nell’ambito dei contenziosi amministrativi dinanzi al TAR ed al Consiglio di Stato. Il padre, Ernesto Sticchi Damiani, è professore emerito di diritto amministrativo e fondatore, nel 1966, di uno studio legale a Lecce.
Saverio Sticchi Damiani si occupa principalmente di Diritto Amministrativo, Diritto della concorrenza, Diritto dell'Unione Europea e Diritto sportivo.
In particolare, si occupa di Appalti Pubblici, Urbanistica ed Edilizia, Energia, Ambiente, Pubblico Impiego, Enti Locali, Diritto Sanitario e Interdittiva Antimafia. E’ inoltre autore di numerose monografie e pubblicazioni scientifiche nelle medesime materie. 
Dal 2017 è presidente ed azionista dell’Unione Sportiva Lecce, con cui ha ottenuto una immediata promozione dalla Lega Pro alla Serie A. Nel maggio del 2025 ha stabilito il record assoluto di tre salvezze consecutive in serie A, un risultato mai raggiunto nella ultracentenaria storia della società salentina.